# Gammastrålning
| Elektromagnetiskt spektrum | Elektromagnetiskt spektrum | Elektromagnetiskt spektrum | Elektromagnetiskt spektrum | Elektromagnetiskt spektrum |
| Frekvensområde             | Frekvens                   | Våglängd                   | Fotonenergi                | Intervallbredd             |
| -------------------------- | -------------------------- | -------------------------- | -------------------------- | -------------------------- |
| Audiofrekvens              | 30 kHz–3 Hz                | 10 km–100 Mm               | < 12,4 feV                 |                            |
| Radiofrekvens              | 300 MHz–30 kHz             | 1 m–10 km                  | 1,24 µeV–12,4 feV          | 4 B                        |
| Mikrovågor                 | 300 GHz–300 MHz            | 1 mm–1 m                   | 1,24 meV–1,24 µeV          | 3 B                        |
| Infraröd (IR)              | 405–0,3 THz                | 740 nm–1 mm                | 1,7 eV–1,24 meV            | 3,1 B                      |
| Synligt ljus               | 789–405 THz                | 380–740 nm                 | 3,3 eV–1,7 eV              | 0,3 B                      |
| Ultraviolett (UV)          | 300 PHz–789 THz            | 1–380 nm                   | 1,24 keV–3,3 eV            | 2,6 B                      |
| Röntgenstrålning (X)       | 30 EHz–300 PHz             | 10 pm–1 nm                 | 124 keV–1,24 keV           | 2 B                        |
| Gammastrålning (γ)         | > 30 EHz                   | < 10 pm                    | > 124 keV                  |                            |

Gammastrålning eller γ-strålning är fotonstrålning, det vill säga joniserande strålning av fotoner. Gammastrålning definieras inom radiologi och dosimetri som elektromagnetisk strålning, som emitteras från en atomkärna eller från en annihilation. Äldre radiologisk litteratur beskriver ibland γ-strålning som all högenergetisk fotonstrålning, och röntgenstrålning som all lågenergetisk fotonstrålning. I medicinska tillämpningar ses detta som ett föråldrat synsätt, istället är det fotonstrålningens ursprung som bestämmer om det är röntgen- eller γ-strålning. Inom astrofysikens gamma- och röntgenastronomi är det strålningens energi som står för uppdelningen.
Gammastrålning är den mest genomträngande formen av strålar som förekommer i samband med radioaktivitet.
Gammastrålning finns i den kosmiska strålningen. Den kan stoppas med hjälp av en betongvägg eller bly.
Namnet infördes av Ernest Rutherford och kommer från den grekiska bokstaven gamma.

## Växelverkan med materia

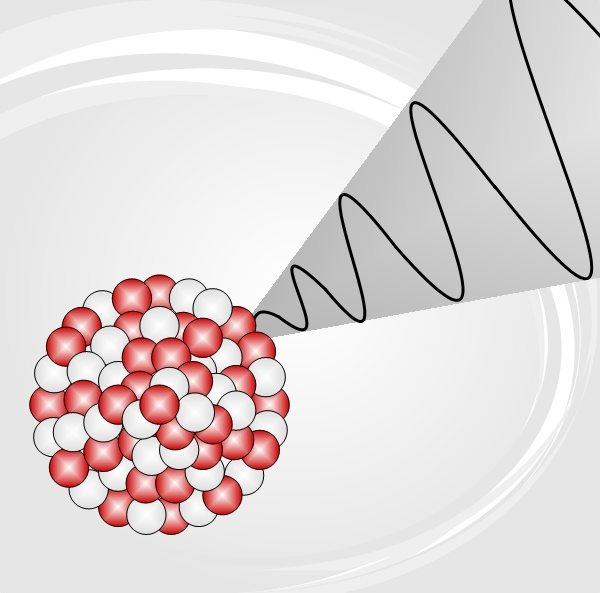
Gammastrålning

Då gammastrålning passerar genom materia beror sannolikheten för absorption i ett tunt lager proportionellt mot tjockleken på lagret. Detta leder till att intensiteten avtar exponentiellt med tjockleken: 
{\displaystyle I(d)=I_{0}\,e^{-\mu d}},
där absorptionskoefficienten μ är en materialkonstant. 
Då gammastrålning passerar genom materia kan denna joniseras på olika sätt, de tre vanligaste är: via fotoelektriska effekten, comptonspridning eller parbildning.
- Fotoelektrisk effekt: I detta fallet växelverkar en gammafoton med en elektron i materialet och gör att elektronen skjuts ut från atomen. Den kinetiska energin för den resulterande fotoelektronen är lika med den infallande gammafotonens energi minus elektronens bindningsenergi. Den fotoelektriska effekten är den dominerande mekanismen för energiöverföring för röntgenstrålning och gammastrålning med energi lägre än 50 keV, men mindre viktig vid högre energier.
- Comptonspridning: I denna växelverkan förlorar en infallande gammafoton tillräckligt med energi till en elektron för att den ska skjutas ut och den kvarvarande delen av energin emitteras som en ny gammafoton med lägre energi och i en annan riktning än den infallande fotonen. Sannolikheten för comptonspridning minskar med ökande fotonenergi. Comptonspridning är den viktigaste absorptionsmekanismen för gammastrålning i energiintervallet 101 keV till 10 MeV, vilket är det vanligaste intervallet. Comptonspridning är relativt oberoende av atomnumret hos det absorberande materialet.
- Parbildning: Genom växelverkan via coulombkraften i närheten av en atomkärna omvandlas energin hos en infallande foton spontant till ett elektron-positron par. Överskottsenergin till massan för de båda partiklarna (1,02 MeV) blir kinetisk energi för partikelparet och en rekyl hos atomkärnan. Positronen har en mycket kort livslängd (ungefär 10-8 s). Vid slutet av sin livstid kombinerar den sig med en elektron och bildar två nya gammafotoner med en energi på 0,51 MeV var.

De sekundära elektroner (eller positroner) som produceras i dessa processer har ofta tillräckligt med energi för att ge jonisering.

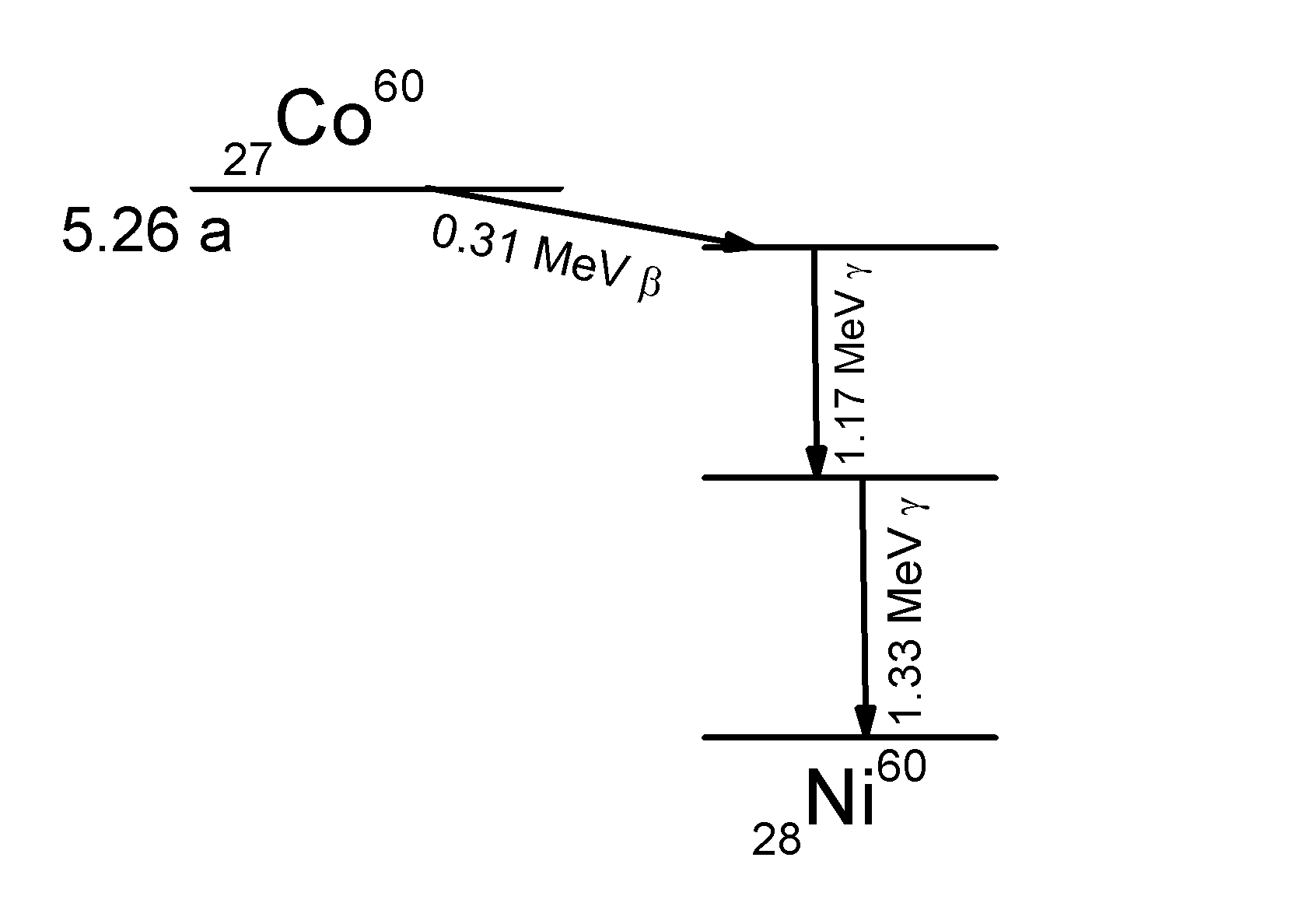
En ^{60}Co sönderfaller till ^{60}Ni genom att sända ut betastrålning och sedan gammastrålning i två omgångar.

Gammastrålning produceras ofta tillsammans med andra former av strålning såsom alfa- och betastrålning. När en atomkärna sänder ut en α- eller β-partikel lämnas ofta dotterkärnan i ett exciterat tillstånd. Den kan sen falla ner i sitt grundtillstånd genom att emittera gammastrålning på samma sätt som en elektron kan göra sig av med överskottsenergi genom att sända ut ljus.

## Användning
Kraften hos gammastrålning har gjort dem användbara för sterilisering av medicinska instrument genom att den dödar bakterier. Den används också till att döda bakterier i mat, särskilt kött, marshmallows, paj, ägg och grönsaker för att bevara fräschören.
Tack vare deras genomträngande förmåga används gammastrålning och röntgenstrålning inom medicinen som till exempel i datortomografi och strålbehandlingar. Då strålningen är joniserande kan den förändra molekyler, särskilt DNA, vilket kan orsaka cancer.
Gammastrålar kan även användas till att behandla olika typer av cancer. I en procedur som kallas gammaknivskirurgi, riktas flera gammastrålar mot tumören i syfte att döda cancercellerna. Strålarna fokuseras från olika vinklar för att fokusera på tumören. På så sätt blir den totala absorberade energin i det behandlade området stor, medan skador på omgivande vävnad undviks.
Gammastrålning kan också användas som vapen, i form av gammabomber.

## Historia
Gammastrålar upptäcktes 1900 av den franske kemisten och fysikern Paul Ulrich Villard när han studerade uran. När han arbetade på École normale i Paris med hemmagjorda instrument upptäckte han att strålarna inte böjdes av i ett magnetfält.
Ett tag trodde man att gammastrålning bestod av en okänd sorts partiklar, men den brittiske fysikern William Bragg visade 1910 att strålarna joniserade gas på liknande sätt som röntgenstrålning. Idag vet man att gammastrålning, liksom alla typer av elektromagnetisk strålning, uppvisar egenskaper av både partiklar och vågor.
1914 visade Ernest Rutherford och Edward Andrade att gammastrålning var en form av elektromagnetisk strålning genom att mäta våglängden med kristalldiffraktion. Våglängden är mycket kort; i intervallet 10-11 m till 10-14 m. Det var Rutherford som myntade ordet gammastrålning, efter att ha döpt alfa- och betastrålarna. Strålarnas natur var inte känd vid den tiden.